# Кабанак-э-Виллагрен
Кабана́к-э-Виллагре́н (фр. Cabanac-et-Villagrains) — коммуна во Франции, находится в регионе Новая Аквитания. Департамент коммуны — Жиронда. Входит в состав кантона Ла-Бред. Округ коммуны — Бордо.
Код INSEE коммуны 33077.
Коммуна расположена примерно в 530 км юго-западнее Парижа, 26 км южнее Бордо.

## Население
Население коммуны на 2008 год составляло 2115 человек.
| 1962 | 1968 | 1975 | 1982 | 1990 | 1999 | 2008 |
| ---- | ---- | ---- | ---- | ---- | ---- | ---- |
| 825  | 895  | 808  | 930  | 1123 | 1437 | 2115 |

## Экономика

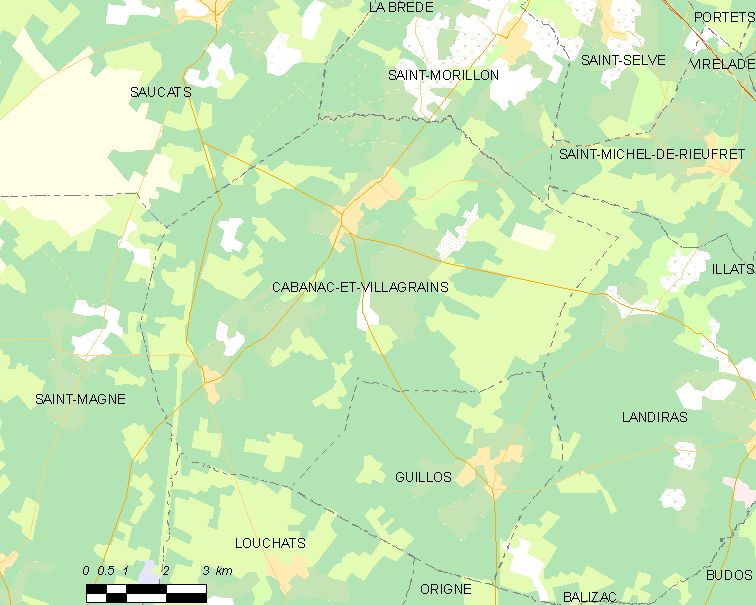
Карта коммуны

В 2007 году среди 1340 человек в трудоспособном возрасте (15-64 лет) 1086 были экономически активными, 254 — неактивными (показатель активности — 81,0 %, в 1999 году было 76,0 %). Из 1086 активных работали 1002 человека (573 мужчины и 429 женщин), безработных было 84 (23 мужчины и 61 женщина). Среди 254 неактивных 98 человек были учениками или студентами, 61 — пенсионерами, 95 были неактивными по другим причинам.

## Достопримечательности
- Старая прачечная
- Старый железнодорожный вокзал, в настоящее время служит репетиционной базой Ассоциации молодых музыкантов